# Hans van Assenderp
Henri Johan (Hans) van Assenderp (Batavia (Nederlands-Indië), 19 augustus 1921 – Zwijndrecht, 29 juni 1980) was een Nederlands multi-instrumentalist. Van huis uit was hij trombonist maar speelde net zo makkelijk trompet en kornet.
Hij was zoon van onderwijzer Henri Cornelis van Assenderp en Jagarna Adriana Maria Cremers. Zelf was hij getrouwd met Maps Vermolen. Hij kreeg een opleiding op handelsgebied, maar wendde zich tot de muziek. In 1933 trad hij toe tot The Swing Papas, dat uiteindelijk zou opgaan in de Dutch Swing College Band. Hij werkte samen met Herman Schoonderwalt op het gebied van arrangeren binnen The Dixieland Pipers. Andere ensembles waar hij deel van uitmaakte was het orkest van Eddy Meenk en een jazztrio met Charlie Nederpelt (piano) en John Engels sr. en gelegenheidscombo Jazz at Kurhaus (1953, onder andere met Nedley Elstak)
Zijn nalatenschap is de keus voor een verzamelalbum Jazz (1956) van jazz-muziek die hij maakte voor Philips Records. Hij liet die uitgave begeleiden door een boekwerkje onder dezelfde titel.
Hij, onder de schuilnaam Fats Vannessee, was ook enige tijd leider van het studio-orkestje Jazzliners (Fats Vennessee & his Jazzliners), dat op Fontana Records (TE463112) de ep The sheik of Araby (vier tracks in de stijl van Eddie Condon) uitbracht. Opnamen vonden plaats op 27 juni 1957 in Hilversum met musici Van Assenderp (kornet), Cees Tanger (trombone), Ted Bouwman (klarinet), Wim Sanders (gitaar), Hans de Jonge (drumstel) en Hank Wood (Henk Bosch van Drakestein) op contrabas.